# Рохас, Мануэль (писатель)
Мануэль Рохас (6 мая 1896 — 5 марта 1973) — чилийский писатель, поэт, эссеист, литературный критик и журналист. Лауреат Национальной премии Чили по литературе 1957 года.

## Биография
Чилиец. Родился в Буэнос-Айресе. В 1899 году его семья вернулась в Сантьяго, но в 1903 году, после смерти отца, мать с сыном снова вернулась в Буэнос-Айрес. В детстве и юности жил в Аргентине и Чили. Учился в школе до одиннадцати лет. В 1912 году, в возрасте 16 лет, решил вернуться в одиночку в Чили.
После того, как он прибыл в страну, установил контакты с интеллектуалами, Увлёкся идеями анархизма.
Перепробовал многие профессии: был чернорабочим, столяром, маляром, сельскохозяйственным рабочим, работал на железной дороге, грузчиком в порту, даже актёром. Переезжал с места на место, познакомился с южной окраиной континента. Полученный жизненный опыт нашёл позже отражение в его творчестве, например, в автобиографической повести «Сын злодея».
Много путешествовал, совершил поездку по Европе, Южной Америке и на Ближний Восток.
Позже, стал профессором Чилийского университета, читал лекции по американской литературе в США и в Университете Чили.

## Творчество
Печатался в ряде газет и журналов, в том числе анархистских, писал статьи о политике, образовании и общественном положении в стране и мире.
Герои книг Рохаса — люди, того же социального слоя, что и автор, порой принадлежащие к преступному миру.
Дебютировал, как поэт в начале 1920-х годов. Автор ряда повестей, первая из которых —
Lanchas en la bahía — была опубликована в 1932.
Работал в Национальной библиотеке, сотрудничал с рядом газет и журналов.
В 1957 стал лауреатом Национальной премии Чили по литературе.

## Избранные произведения
Романы
- Lanchas en la bahía, 1932
- La ciudad de los Césares, 1936
- Hijo de ladrón, 1951
- Mejor que el vino, 1958
- Punta de rieles, 1960
- Sombras contra el muro, 1964
- La oscura vida radiante, 1971

Повести
- Hombres del Sur, 1926
- El Delincuente, 1929
- El Bonete Maulino, 1943
- Imágenes de infancia, 1955
- El vaso de leche, 1927

Поэмы
- Poéticas, 1921
- Tonada del transeúnte, 1927
- Travesía, 1934
- Desecha rosa, 1954

Эссе
- De la poesía a la revolución, 1938
- José Joaquin Vallejo, 1942
- Chile: cinco navegantes y un astrónomo, 1956
- Los costumbristas chilenos, 1957
- El árbol siempre verde, 1960
- Antología autobiográfica, 1962
- Esencias del pais chileno, 1963
- Historia Breve de la literatura chilena, 1964
- Pasé por México un dia, 1964
- Manual de literatura chilena, 1964
- Viaje al país de los profetas, 1969
- Justo Arteaga Alemparte, 1974